# Sainte-Orse
Sainte-Orse é uma comuna francesa na região administrativa da Nova Aquitânia, no departamento Dordonha. Estende-se por uma área de 23,25 km². Em 2010 a comuna tinha 361 habitantes (densidade: 15,5 hab./km²).